# Minster (Sihl)
Die Minster ist ein rund 13 Kilometer langer Zufluss des Sihlsees im Gebiet Hoch-Ybrig im Schweizer Kanton Schwyz.

## Geographie

### Verlauf
Die Minster entspringt südwestlich von Oberiberg und mündet in der Nähe von Euthal in den Sihlsee und damit in die Sihl. Der Flusslauf liegt in den Gemeindegebieten von Oberiberg, Unteriberg und Einsiedeln.

### Einzugsgebiet
Das 62,72 km² grosse Einzugsgebiet der Minster liegt in den Schwyzer Alpen und wird durch sie über die Sihl, die Limmat, die Aare und den Rhein zur Nordsee entwässert.
Es besteht zu 41,2 % aus bestockter Fläche, zu 49,1 % aus Landwirtschaftsfläche, zu 3,0 % aus Siedlungsfläche und zu 6,7 % aus unproduktiven Flächen.
Die Flächenverteilung
Die mittlere Höhe des Einzugsgebietes beträgt 1335 m ü. M., die minimale Höhe liegt bei 880 m ü. M. und die maximale Höhe bei 2268 m ü. M.

### Zuflüsse
- Ibergereggbach (links), 1,9 km, 1,67 km²
- Fallenbach (links), 3,7 km, 3,47 km²
- Bändingstobel(bach) (links), 1,3 km,
- Sagenbach (Chäswaldtobel) (rechts), 4,0 km, 3,75 km², 0,18 m³/s
- Gütschbächli (rechts), 1,6 km
- Heikentobel(bach) (links), 2,7 km, 1,82 km²
- Surbrunnenbach (links), 3,9 km, 5,24 km², 0,23 m³/s
- Waag (rechts), 7,9 km, 23,81 km², 1,2 m³/s
- Nidlaubach (links), 4,5 km, 4,84 km², 0,21 m³/s

### Schlucht
Vor Oberiberg befindet sich die Minsterschlucht. Diese enge, verwinkelte Schlucht trägt noch die Handschrift des Sihlgletschers aus der Eiszeit. Der kleine Bach kann bei Hochwasser zu einem reissenden Strom werden, wie etwa zuletzt 2007. Der Talgrund der Minster war ursprünglich eine Hochmoorfläche.

## Hydrologie
Bei der Mündung der Minster in die Sihl beträgt ihre modellierte mittlere Abflussmenge (MQ) 2,95 m³/s. Ihr Abflussregimetyp ist nival de transition und ihre Abflussvariabilität beträgt 19.